# On the Album
『On the Album』（オンジアルバム）は、TOKYO FMがメインのJFN38局で、毎週土曜日の22:00～22:55に放送されていたラジオ番組。

## DJ
- ゴスペラーズ - 毎週出演するのは村上てつやと酒井雄二である。

## 概要
- 「名曲よりも名盤を…」というコンセプトの元、新旧アーティストのアルバムをまるごと一枚紹介していくラジオ番組。
- 2007年4月の放送開始から9月までスポンサーがついていなかったため、「The Gospellers On the Album」という番組名で、約50分間CM抜きで放送されていた。
- 2007年10月より三井住友フィナンシャルグループがスポンサーとなり、番組名も「三井住友フィナンシャルグループ プレゼンツ The Gospellers On the Album」に変更。
- 2008年1月より元の放送形態に戻る。

## 名盤履歴
（）内は発売年である。

### 2007年
- 4月
7日-Michael Jackson「Thriller（スリラー)」('82)
14日-Carole King「Tapestry（つづれおり）」('71)
21日-大瀧詠一「A LONG VACATION」('81)
28日-Donny Hathaway「LIVE」('72)
- 5月
5日-Bon Jovi「Slippery When Wet（ワイルド・イン・ザ・ストリーツ）」('86)
12日-Fairground Attraction「The First of a Million Kisses（ファースト・キッス）」('88)
19日-Billy Joel「An Innocent Man（イノセント・マン）」('83)
26日-吾妻光良 & The Swinging Boppers「Squeezin'& Blowin'」('02)
- 6月
2日-Whitney Houston「Whitney Houston（そよ風の贈りもの）」('85)
9日-Led Zeppelin「IV」('71)
16日-久保田利伸「the BADDEST」('89)
23日-14 KARAT SOUL「I Love You」('89)
30日-DREAMS COME TRUE「LOVE GOES ON…」('89)
- 7月
14日-MADONNA「Like A Virgin」('84)
21日-TAKE6「TAKE 6」('89)
29日-The Isley Brothers「The Isley's Live」('72)
- 8月
4日-Sam & Dave「Hold On I'm Coming（ホールド・オン）」('66)
11日-Marvin Gaye「I Want You」('76)
18日-Van Halen「1984」('84)
25日-企画・酒井コンピ
- 9月
1日-企画・村上コンピ
8日-Donald Fagen「The Nightfly」('82)
15日-TLC「CrazySexyCool」('94)
22日-ミュージカル「Mama, I Want To Sing!」「Mama, I Want To Sing!オリジナルサウンドトラック」('88？)
29日-Stevie Wonder「Talking Book（トーキング・ブック）」('72)
- 10月
6日-高野寛「AWAKENING」('91)
13日-BLACKSTREET「Blackstreet」('94)
20日-The Stylistics「The Stylistics」('71)
27日-The Gospellers「The Gospellers Works・前編」('07)
- 11月
3日-The Gospellers「The Gospellers Works・後編」('07)
10日-Babyface「Babyface MTV Unplugged NYC（アンプラグド）」('97)
17日-Deep Perple「Machine Head」('72)
24日-松任谷由実「昨晩お会いしましょう」('81)
- 12月
1日-Roger Troutman(ロジャー)「Unlimited!」('87)
8日-Incognito「Positivity」('93)
15日-Rick Astley「Whenever You Need Somebody」('87)
22日-Willie Colon&Rubén Blades「SIEMBRA」('78)
29日-Earth, Wind & Fire「I Am（黙示録）」('79)

### 2008年
- 1月
12日-Stan Getz＆João Gilberto「Getz/Gilberto」('63)
19日-The Singers Unlimited「A Capella」('72)
26日-Janet Jackson「Rhythm Nation」('89)
- 2月
2日-RCサクセション「RHAPSODY」('80)
9日-Anita Baker「Rapture」('86)
16日-Curtis Mayfield「Something to Believe In」('80)
23日-Sonny Rollins「Sonny Rollins Plus 4(プラス・フォー)」('56)
- 3月
2日-Real Group「Nothing But the Real Group」('89)
8日-Boyz II Men「II」('94)
15日-リスナーが選ぶゴスペラーズベスト盤

## 企画
- 2007年8月25日,9月1日に、パーソナリティーによる架空のコンピレーションアルバムを放送しリスナー投票よって対決。後日発表された結果は酒井が勝利したが、その差はたったの「53票」
また、収録内容は以下の通り。
  - 8/25放送分「ふれあいソウル」酒井

1. rince「The Most Beautiful Girl In The World」
2. 高野寛「夢の中で会えるでしょう」
3. The Stylistics「You are Everything」
4. Todd Rundgren「MEDLEY」
5. Fingazz「LA LA MEANS I LOVE YOU」
6. クレイジーケンバンド「横顔」
7. HUMAN SOUL「JEALOUS GUY」
8. The SPINNERS「COULD IT BE I'M FALLING IN LOVE」

- - 9/1放送分「お友達ソウル」村上

1. The Fave Raves「I Feel Alright」
2. HUMAN SOUL「Delight Of Love」
3. RATS & STAR「Miss You」
4. 上田正樹「わがまま」
5. スガシカオ「黄金の月」
6. The Gospellers「告白」
7. Soy Soul「とこしえの花」
8. Orito「感謝の歌」
9. Wack Wack Rhythm Band「Wack Wack Rhythm Island」

- 2008年3月15日、リスナーにゴスペラーズの曲のリクエストを募集した。
曲順は以下の通り。
もっとも票が多かったのは「告白」。また、「終わらない世界」は生歌で披露した。

1. 青い鳥
2. ミモザ
3. Right on,Babe
4. 告白
5. 砂時計
6. 残照
7. MIDNIGHT SUN
8. AIR MAIL
9. Yes, No, Yes...
10. 星屑の街
11. 終わらない世界
12. 東京スヰート
13. 一筋の軌跡

## ゲスト

### 2007年
- 5月26日、10月27日、11月3日、12月29日 - 安岡優（ゴスペラーズ）
- 6月23日、10月27日、11月3日、12月29日 - 黒沢薫（ゴスペラーズ）
- 7月21日、10月27日、11月3日、12月29日 - 北山陽一（ゴスペラーズ）
- 7月29日 - 清水興（ナニワエキスプレス）
- 12月8日 - ZOOCO（Soy Soul）

### 2008年
- 3月15日 - ゴスペラーズ
- 3月15日 - 吉岡正晴（音楽ライター）
- 3月15日 - 石島春美（音楽ライター）

## 番組休止日
- 2007年7月7日 - 「Netz Super Live JFN Human Conscious Choice～Unity Special」放送のため
- 2008年1月5日 - 「第3回日本放送文化大賞ラジオ番組部門のグランプリ受賞作品 SCHOOL OF LOCK!課外授業『親子問題』3日目」放送のため